# Ругинене, Инга
Инга Ругинене (лит. Inga Ruginienė; род. 24 мая 1981, Тракай, Литовская ССР, СССР) — литовский политический и государственный деятель, министр социальной защиты и труда (с 2024). 6 августа 2025 года выдвинута «Социал-демократической партией» на пост премьер-министра Литвы.

## Биография
Родилась 24 мая 1981 года в Тракае, Литовская ССР, СССР.
В 2003 году окончила медицинский факультет Вильнюсского университета, получив степень бакалавра общественного здравоохранения. В 2005 году он получила степень магистра общественного здравоохранения в Каунасском колледже лесного хозяйства и инженерии окружающей среды. Позднее она также получила степень магистра права в Университете имени Миколаса Ромериса.
Свою общественную карьеру начала в 2004 году, став инструктором по оказанию первой помощи и волонтёром литовского отделения Международного движения Красного Креста и Красного Полумесяца.
В 2012 году она была назначена заместителем председателя Профсоюза работников леса и лесной промышленности Литвы, а два года спустя была избрана его председателем. На съезде организации 2018 года она была избрана председателем Литовской конфедерации профсоюзов, а в 2023 года стала вице-президентом Европейской конфедерации профсоюзов.
На парламентских выборах 2024 года она была избрана депутатом Сейма Литовской Республики, а 12 декабря того же года получила портфель министра социальной защиты и труда при формировании кабинета Гинтаутаса Палуцкаса. После отставки кабинета министров 4 августа 2025 года стала исполнять обязанности главы ведомства до назначения нового правительства.
На специальном заседании, состоявшемся 6 августа 2025 года, президиум «Социал-демократической партии» выдвинул кандидатуру Ругинене на пост премьер-министра Литвы.